# Moses Tanui
Moses Tanui (20. srpna 1965, Nandi District, Keňa) je bývalý keňský atlet, běžec, mistr světa v běhu na 10 000 metrů z roku 1991. Je prvním atletem v historii, který dokázal běžet půlmaratónskou trať v čase pod 1 hodinu (časem 59:47 min., dosaženým v Miláně roku 1993).
K jeho hlavním úspěchům patřil titul mistra světa v běhu na 10 000 metrů na světovém šampionátu v Tokiu v roce 1991 a stříbrná medaile ze stejné disciplíny na mistrovství světa ve Stuttgartu o dva roky později.